# Maino Neri
Maino Neri (30 de juny de 1924 - 8 de desembre de 1995) fou un futbolista italià. Va formar part de l'equip italià a la Copa del Món de 1954.